# John Mahoney

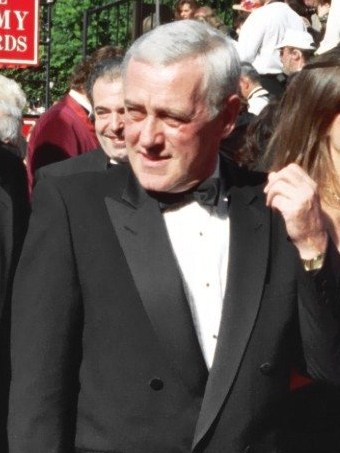
John Mahoney, 1994.

Charles Jonathan "John" Mahoney, född 20 juni 1940 i Blackpool, Lancashire, död 4 februari 2018 i Chicago, Illinois, var en brittisk-amerikansk skådespelare.
Under tonåren var Mahoney medlem i Stretford Children's Theatre  i Stretford i England. Han kom ursprungligen till USA för att besöka sin syster. Där förlorade han sin brittiska accent efter att ha gått med i den amerikanska armén.
År 1992 medverkade Mahoney i ett avsnitt av komediserien Skål där han spelade en pianist som hyrts in för att skriva en signaturmelodi för baren. Året därpå hade spinoffserien Frasier premiär. Där spelade han rollen som dr. Frasier Cranes far, Martin Crane mellan åren 1993 och 2004.

## Filmografi i urval
- 1987 – Misstänkt
- 1987 – Mångalen
- 1988 – Frantic
- 1988 – De svek Amerika
- 1989 – Snacka går ju...
- 1991 – Barton Fink
- 1992 – Skål (gästroll i TV-serie)
- 1993–2004 – Frasier (TV-serie)
- 1993 – I skottlinjen
- 1993 – Striking Distance
- 1994 – Reality Bites
- 1994 – Strebern
- 1996 – Primal Fear
- 1996 – Hon är min
- 1998 – Antz (röst)
- 1999 – Järnjätten (röst)
- 2001 – Atlantis – En försvunnen värld (röst)
- 2003 – Atlantis – Milos återkomst (röst)
- 2005 – Kejsarens nya stil 2 – Kronks nya stil (röst)
- 2006 – Cityakuten, avsnitt Somebody to Love (TV-serie)
- 2007 – Min brors flickvän
- 2007 – Simpsons, avsnitt Funeral for a Fiend (TV-serie)
- 2009 – In Treatment (TV-serie)
- 2010 – Flipped